# Satori Kato
Satori Kato – amerykański chemik japońskiego pochodzenia, twórca (1901 r.) pierwszego użytecznego procesu wytwarzania kawy rozpuszczalnej, opatentowanego 11 sierpnia 1903 r. pod numerem US 735777. Początkowo Kato opracował metodę wytwarzania rozpuszczalnej herbaty i dopiero potem dostosował proces do kawy.